# Péninsule de Biga
 (avril 2024).
Pour les articles homonymes, voir Biga.
La péninsule de Biga (Biga Yarımadası en turc) est une péninsule située dans le Nord-Ouest de l'Anatolie, en Turquie. L'essentiel de sa superficie appartient à la province de Çanakkale, exception d'une petite partie dans le sud-est qui revient à celle de Balıkesir, toutes deux dans la région de Marmara. Elle porte le nom de la ville de Biga, chef-lieu du district homonyme (en),.
Elle est baignée à l'ouest et au sud (golfe d'Edremit (en)) par la mer Égée, au nord par le détroit des Dardanelles (golfe d'Erenköy (en) et baie de Beşik), où elle fait face à la péninsule européenne de Gallipoli, et au nord-est par la mer de Marmara (golfe d'Erdek (en)). Elle est séparée du reste de l'Asie Mineure par le mont Ida,.
Au niveau historique, la péninsule de Biga correspond à la région anatolienne (en) de la Troade, connue notamment pour la cité antique de Troie. Dans une autre perspective, à travers le cap Baba, elle est le territoire le plus occidental de la Turquie continentale et par extension de toute l'Asie.